# アカガネサルハムシ
アカガネサルハムシ Acrothinium gaschkevitchii はハムシ科の昆虫の1種。青緑や赤銅色の金属光沢のある美しい昆虫で、ブドウの害虫でもある。

## 特徴
体長は7-8mm。全体に光沢のある金緑色をしており、前翅は周囲を地色に残して内側が赤銅色をしている。また全体に灰白色の柔らかい毛がまばらにある。歩脚は黒、触角は基部側が褐色で先端側が黒い。ただし地理的変異があって体色も異なり、特に南西諸島で顕著に見られ、トカラ産のものは背面全体が金緑色、沖永良部島のものは全体に紫青色、奄美大島、沖縄本島のものは地色が青緑、前翅は縁が紫青色などとなっている。
頭部は前胸の中に引っ込んでいて上からは見て取りがたい。触角は基部側4節が細めで先端側5節がやや幅広くなっている。前胸背板はほぼ円筒形で、表面に強い点刻がややまばらにある。前翅には点刻がやや不規則に縦の列をなしており、特に肩の部分で顕著に見られる。

## 生活史など
幼虫、成虫ともにブドウを餌とする・発生は年1回で、4月頃より発生する。成虫の期間は1ヶ月程度でブドウの若葉などを喰う。産卵は地上の落ち葉や石の上で行われ、幼虫は孵化すると地中に潜り、ブドウなどの根を食べて成長する。成長の早いものはその年の内に羽化し、成虫越冬する。
昼行性であり、また昼間でも曇や雨の日、風の強い時などは物陰に潜む。また活動時には音や震動に敏感で、すぐに落下して擬死を示す。

## 分布
日本では北海道、本州、四国、九州、琉球列島に分布し、国外では中国、台湾、東シベリアから知られる。ただし上記のように地理的変異が特に南西諸島で多く見られ、以下のような亜種が区別されている。
- subsp. tokaraense トカラ列島
- subsp. matsuii 沖永良部島
- subsp. shirakii 奄美、沖縄本島

なお、宮古島のものは原亜種であるとのこと。

## 類似の種など
似たものは少なくないが、本種はその体色が鮮やかで容易に見分けがつく。本種は日本のハムシ類中でも特に美しいもので、尾園(2014)では巻頭の基礎解説で本種を『美しい金属光沢がある』種として紹介してある。

## 利害
ブドウの害虫として知られる。幼虫は地中で根を食うが、これは被害としてはほとんど見られない。成虫は日中に新梢を食害する。発芽時には新芽を食い尽くしてしまい、新梢が発生しなくなることもあり、新梢の伸長時に加害を受けると柔らかい茎を加害されてその部分が赤褐色にへこんでしまう。展開した葉が喰われることもあり、発生の密度が高い時には花穂も加害を受け、穂軸が切り取られてしまうこともある。発生は上記のように春だが、無加温のビニールハウスでは3月中旬から発生が始まる。山間地の葡萄園で発生が多く、デラウェアやキャンベル・アーリーで多く被害が出る。